# Canariella bimbachensis
Canariella bimbachensis е вид охлюв от семейство Hygromiidae. Видът е уязвим и сериозно застрашен от изчезване.

## Разпространение и местообитание
Разпространен е в Испания (Канарски острови).
Обитава градски местности, крайбрежия и плажове.